# Vireó verd-i-groc
El vireó verd-i-groc (Vireo flavoviridis) és un ocell de la família dels vireònids (Vireonidae).

## Hàbitat i distribució
Habita el bosc obert, selva, vegetació secundària, vegetació de ribera i manglars de les terres baixes, des del centre de Sonora, centre de Nuevo León i sud de Texas, cap al sud (incloent les illes Marías) fins al centre de Panamà. A l'hivern es desplaça cap a l'Amazònia occidental.